# Disección arterial
La disección arterial es el desprendimiento de la capa interna que reviste las arterias (túnica íntima y en ocasiones tanto la túnica íntima como la media), generalmente es causada por la erosión o traumatismo de su pared. Puede suceder en cualquier arteria siendo la más frecuente la carótida externa. 
En la disección arterial ocurre la formación de dos luces dentro del vaso, la "verdadera luz" por donde circulaba la sangre y una nueva luz formada entre la capa desprendida y la capa externa del vaso que se conoce como "falsa luz" hacia la cual pasará parte del flujo arterial generando presión que puede promover el desprendimiento de mayor cantidad de túnica íntima (o complejo íntima media según el caso). La sangre en la falsa luz generalmente no circula llevando a trombosis además de originar que la falsa luz protruya hacia la verdadera y lleve a la obstrucción del flujo del vaso con consecuencias sobre los órganos que irriga.
Los aneurismas arteriales son lesiones que favorecen a la disección de su pared, no obstante no son su única causa.